# 库马里
库马里是巴西戈亚斯州的一个市镇。总面积579.877平方公里，总人口3269人，人口密度5.6人/平方公里。